# Pharneuptychia boliviana
Pharneuptychia boliviana är en fjärilsart som beskrevs av Hayward 1957. Pharneuptychia boliviana ingår i släktet Pharneuptychia och familjen praktfjärilar. Inga underarter finns listade i Catalogue of Life.